# Lenke Van Olmen
Lenke Van Olmen (4 februari 1985) is een Belgische radiopresentatrice. Ze presenteerde van 2012 tot 2025 op de Vlaamse zender Joe.

## Carrière

### Joe (2010–2025)
Van Olmen begon in 2010 haar carrière op de radio bij de destijds nog eerder prille radiozender JOE fm, als 25-jarige, eerst als programmamedewerker en ongeveer gelijktijdig met collega Heidi Van Tielen, die programmamedewerker werd van de ochtendspits met Raf Van Brussel en Alexandra Potvin. Van Olmen werd na een inloopperiode meteen de vaste sidekick van Bjorn Verhoeven.

#### OchtendJOE(2012–2016)
Tussen 2012 en 2016 verzorgde zij samen met Bjorn Verhoeven vier jaar lang het ochtendblok op Joe. Weliswaar was Joe, toen nog gestileerd als JOE fm, drie jaar eerder in 2009 overgenomen door Medialaan (Vlaams mediabedrijf dat werd overgenomen door DPG Media in 2019) opgestart vanuit de zender 4fm. Niettegenstaande werkte Van Olmen samen met enkele presentatoren die reeds naam en faam hadden opgebouwd in Vlaanderen zoals radiopartner Verhoeven, en Michel Follet, Alexandra Potvin, Jan Bosman, Leen Demaré, Herbert Bruynseels en Nathalie Delporte. Ze kreeg algauw het tijdsslot van de ochtendspits toegewezen, van Alexandra Potvin en Raf Van Brussel. Van Brussel deed voortaan de avondspits met Leen Demaré.
Van Olmen en Verhoeven kregen in februari 2015 versterking van Tess Goossens, die daarvoor haar programma Geenen Zever had dat in de namiddag te horen was. Voortaan presenteerden zij het ochtendblok, destijds OchtendJOE geheten, als trio (voorjaar 2015 tot voorjaar 2016). Robin Vissenaekens viel in voor Verhoeven bij afwezigheid. Vanaf september 2016 werden ze vervangen door Sven Ornelis en Anke Buckinx, die de transfer maakten van Qmusic. Toen ze in 2014 zwanger was van haar eerste kind, werd Van Olmen enkele maanden vervangen door Nathalie Delporte bij OchtendJOE.

#### Verder presentatiewerk
Eind oktober 2015 presenteerde ze een week lang samen met Joe-collega Carl Schmitz naar aanleiding van een (toen eenmalige) reünie van het populaire VTM-muziekprogramma 10 om te zien met Willy Sommers en Anne De Baetzelier — hoewel het een radioversie betrof. Zes Joe-duo's wisselden elkaar af bij deze speciale "90 uur 90s'-actie". Van Olmen werd hierbij aan Carl Schmitz gekoppeld. Het duo presenteerde na de ochtendspits, van 9 uur tot 12 uur, na de uitzending van Bjorn Verhoeven en Tess Goossens. Van Olmen bleef een van de vaste presentatoren van Joe; op zes presentatoren na (Tess Goossens, Raf Van Brussel, Alexandra Potvin, Jan Bosman, Kris Mannaerts en Alain Claes) is Van Olmen anno 2023 het langst aan boord bij Joe. Ze zag Joe op twaalf jaar uitgroeien tot een populair merk in Vlaanderen.
Van Olmen heeft bij Joe sinds 2018 — en telkens in het najaar — een vast programma, Top 2000 Stories. Ze bundelt in dat programma elk weekend (zowel op zaterdag als op zondag) twee uur lang (10–12 uur) enkele grote hits die ook in de jaarlijkse Top 2000 van Joe hun opwachting maken. Deze hitlijst wordt elk radioseizoen in de maand oktober gepresenteerd, door het voltallige presentatorenteam van Joe. Van Olmens programma loopt dan ook tot aan die periode wanneer de lijst van start zal gaan, waarna ze mee de hitlijst door luisteraars gestemd presenteert, en waarna ze de rest van het radioseizoen (tot en met juni) invalt op vakantiedagen.
Van Olmen werd vanaf 2017 producer van Speeltijd, gepresenteerd door Ann Van Elsen en aanvankelijk De Familie Van Elsen geheten, en rond dezelfde periode van Het Heilig Huis van Hanssen gepresenteerd door Evi Hanssen. Van Olmens plaats in het tijdsslot van Joe wordt op zaterdagen door Van Elsen en op zondagen door Kris Wauters ingenomen, met zijn programma Zot gedraaid waarvan Carl Schmitz op zijn beurt producer is.
Daarnaast presenteert Van Olmen wel vaker in de zomermaanden bij Joe, meestal in de ochtend of de voormiddag. Zoals in 2022 op het Joe Summer Island in Westende (Middelkerke), waar Van Olmen enkele Vlaamse en Nederlandse artiesten interviewde aangezien de uitzendingen onder meer in het teken stonden van het VTM-programma 10 om te zien dat op een permanente basis op televisie terugkeerde. In het najaar van 2022 was zij niet op de zender te horen doordat zij zwanger was van een derde kind. Tijdens haar afwezigheid werd het programma Top 2000 Stories door Anne Paulissen gepresenteerd (Paulissen verliet de zender in juni 2023). Eind augustus 2023 hervatte ze haar programma Top 2000 Stories voor een nieuw seizoen. In het voorjaar van 2025 verliet Van Olmen na dertien jaar de zender.

#### Voice-overwerk
Van Olmen is vanaf 2019 te horen als zenderstem (voice-over) van de Vlaamse radiozender Willy, wat ook eigendom is van DPG Media net zoals Joe.

## Persoonlijk leven
Van Olmen is gehuwd en is moeder van drie kinderen. In augustus 2014 werd een eerste kind, zoon Lou, geboren.